# Scenopinus griseus
Scenopinus griseus – gatunek muchówki z podrzędu krótkoczułkich i rodziny zwieskowatych.
Gatunek ten opisany został w 1913 roku przez Otto Kröbera jako Omphrale griseus.
Muchówka o ciele długości około 2,5 mm, czarno lub ciemnobrunatno ubarwionym. Głowa jest półkulista, u obu samic dychoptyczna, a u samców holoptyczna. Czułki mają gruszkowaty ostatni człon. Tułów jest szary z trzema pręgami, z których środkowa jest ciemna, a boczne jasne. Śródplecze jest szaro lub szarobrunatno opylone, a tarczka szara. Skrzydła mają brunatne podbarwienie, a ich użyłkowanie charakteryzuje szeroka piąta komórka radialna o nierównoległych bokach oraz długa, wąska i ostro zakończona druga komórka kubitalna.
Owad europejski, znany z Polski i Węgier.